# Мрзла Водиця
45°22′ пн. ш. 14°40′ сх. д. / 45.36° пн. ш. 14.66° сх. д.
Мрзла Водиця (хорв. Mrzla Vodica) — населений пункт у Хорватії, у Приморсько-Горанській жупанії у складі громади Локве.

## Населення
Населення за даними перепису 2011 року становило 16 осіб.
Динаміка чисельності населення поселення:

## Клімат
Середня річна температура становить 7,26 °C, середня максимальна – 19,34 °C, а середня мінімальна – -5,40 °C. Середня річна кількість опадів – 1568 мм.
| Клімат поселення                              | Клімат поселення | Клімат поселення | Клімат поселення | Клімат поселення | Клімат поселення | Клімат поселення | Клімат поселення | Клімат поселення | Клімат поселення | Клімат поселення | Клімат поселення | Клімат поселення | Клімат поселення |
| Показник                                      | Січ.             | Лют.             | Бер.             | Квіт.            | Трав.            | Черв.            | Лип.             | Серп.            | Вер.             | Жовт.            | Лист.            | Груд.            |                  |
| Середній максимум, °C                         | 4,39             | 4,57             | 6,65             | 10,44            | 15,06            | 18,81            | 19,34            | 19,22            | 15,49            | 11,74            | 6,79             | 3,90             |                  |
| Середня температура, °C                       | −0,49            | −0,34            | 1,75             | 5,53             | 10,16            | 13,91            | 16,05            | 15,92            | 12,18            | 8,41             | 3,48             | 0,59             |                  |
| Середній мінімум, °C                          | −5,4             | −5,24            | −3,15            | 0,62             | 5,27             | 9,01             | 12,74            | 12,62            | 8,88             | 5,11             | 0,18             | −2,72            |                  |
| Норма опадів, мм                              | 104              | 102              | 121              | 132              | 116              | 137              | 97               | 117              | 139              | 172              | 188              | 143              |                  |
| Середньомісячна швидкість вітру, м/с          | 3.67             | 3.80             | 3.78             | 3.48             | 3.19             | 3.05             | 2.87             | 2.98             | 3.16             | 3.56             | 3.89             | 3.97             |                  |
| Середньомісячна сонячна радіація, кДж/м²·день | 4293             | 7108             | 10283            | 14642            | 18730            | 20130            | 21748            | 18239            | 13579            | 8887             | 4631             | 3587             |                  |
| --------------------------------------------- | ---------------- | ---------------- | ---------------- | ---------------- | ---------------- | ---------------- | ---------------- | ---------------- | ---------------- | ---------------- | ---------------- | ---------------- | ---------------- |
| Джерело:                                      |                  |                  |                  |                  |                  |                  |                  |                  |                  |                  |                  |                  |                  |